# Аксариха (деревня)
Аксариха — деревня в Камышловском районе Свердловской области России, входит в состав Восточного сельского поселения.

## Географическое положение
Деревня Аксариха расположена в 16 километрах (по дорогам в 20 километрах) к северо-востоку от города Камышлова, на обоих берегах реки Аксарихи (левого притока реки Пышмы), выше устья левого притока — реки Скакунки. На речке Аксарихе в деревне имеется пруд. В 5,5 километрах к юго-востоку от деревни Аксарихи находится станция Аксариха Свердловской железной дороги, а в 4 километрах к югу-юго-востоку — остановочный пункт 1973 км.

## Население
| 2002 | 2010 | 2021 |
| ---- | ---- | ---- |
| 105  | ↘65  | ↘5   |